# Simpson and Ashland
Simpson and Ashland est une paroisse civile du Buckinghamshire, en Angleterre.